# Centro europeo di formazione
Centro Europeo di Formazione (CEF) è una casa editrice italiana Bcorp impegnata nella formazione che adotta il metodo di formazione a distanza e l’e-learning. Nacque nel 2007 in seno al Gruppo editoriale De Agostini, consociato con il francese Centre européen de formation, dal 2013 fa parte del Gruppo Ebano di Novara. 
Il Centro Europeo di Formazione eroga corsi di formazione professionale in formato esclusivamente editoriale. L'ente ha stipulato partnership con l'Ente nazionale cinofilia italiana, la rete nazionale istituti alberghieri (Re.Na.I.A.), l’Associazione italiana assistenti studio odontoiatrico, l’Associazione Nazionale Pubbliche Assistenze. Il Centro Europeo di Formazione fa riferimento a CEF Publishing, casa editrice di varia e saggistica, distribuita a livello nazionale da Messaggerie Libri. 
Presidente è Carlo Robiglio, presidente della Piccola Industria di Confindustria e vicepresidente di Confindustria e vice presidente de Il sole 24 ore.